# ボーズ (企業)
ボーズ（Bose Corporation）はアメリカ合衆国に本社を置く、スピーカーを主とした音響機器開発製造企業。マサチューセッツ工科大学(MIT)教授アマー・G・ボーズが、自身の研究（特許）の製品化などを行う企業として設立した。マサチューセッツ工科大学が株式の半数を所有しており、これはアマー・G・ボーズ自身が寄付した。

## 概要
マサチューセッツ工科大学(MIT)の教授アマー・G・ボーズが、MITのスタッフと共にその技術を培い、音響に関する独自の理論を確立。この研究を元に1964年、ボーズ・コーポレーションがMIT学内に設立された。
Boseの基準による独自の音を追求し、スピーカーをはじめとする様々な音響機器を開発しており、高い評価を得ている。特に、一般に低音を発生させるために大柄になりやすいスピーカーに関し、独自の理論（「acoustic mass」理論、等）による音作りで、小型であるにもかかわらず定評を得ている、といったようなものが多い。
現在はコンシューマー用、業務用、車載用オーディオ機器などの音響機器分野以外にも産業用機器や自動車用サスペンションシステムに至るまで研究開発を手がける技術主導の会社として運営されている。

### 日本法人
1977年にボーズアジアリミテッド日本支社を設置して日本に進出。1984年に日本法人のボーズ合同会社（BOSE K.K.）を設立。本社は東京都港区六本木1-4-5 アークヒルズサウスタワー13F。
日本及びドイツには、車載用専用設計オーディオシステムを専業とするボーズ・オートモーティブが別会社として存在する。
日本では、ボーズ株式会社、ボーズ・オートモーティブ合同会社共に、米国本社の100%子会社。

## 沿革
- 1964年 - 会社創立
- 1966年 - 2201発売
- 1968年 - 901スピーカーシステムを発売。
- 1972年 - 業務用音響機器分野に参入。802シリーズ発売。Syncomスピーカー計測システム開発。
- 1975年 - ブックシェルフ型スピーカー301シリーズ発売。
- 1982年 - 101スピーカー発売。かつて世界中で売れたベストセラー商品となった。現在は生産していない。
- 1989年 - 航空機用ノイズキャンセリングヘッドセット発売。

## 主要なテクノロジー

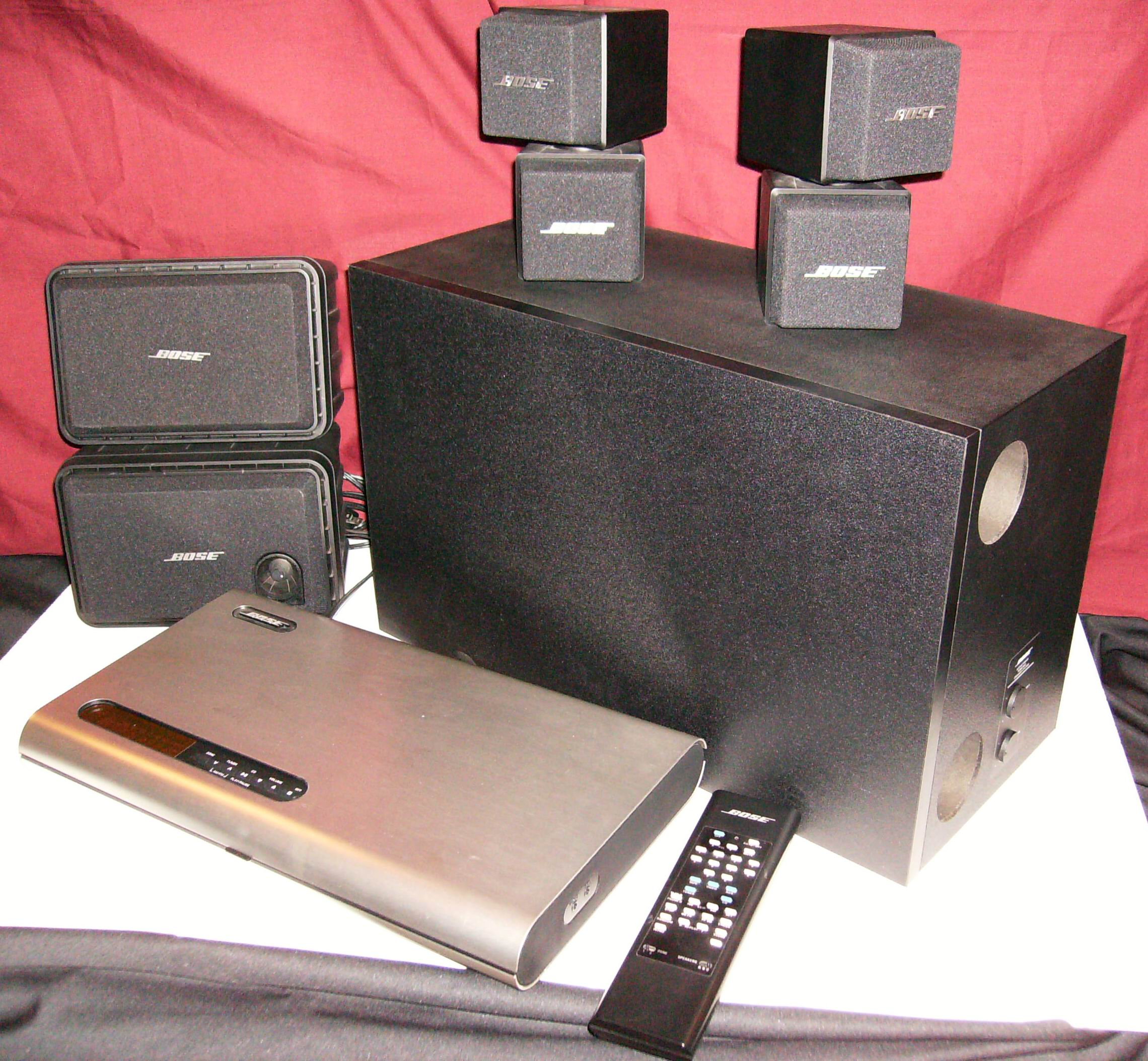
ボーズのオーディオ用スピーカー。左にあるのが11.5cmフルレンジドライバー搭載機種。右上がダイレクト・リフレクティング対応キューブスピーカー。右下が特許技術アクースティマスを採用したサブウーファー。

11.5cmフルレンジドライバー
BOSEの看板商品の一つであり、これを基礎として、さまざまな商品ラインナップがされている。11.5cmは低音から高音まで出すのに必要最小限の径に由来し、フルレンジゆえの音の広がり方が2ウェイや3ウェイのスピーカーに比べ非常に広い、音のつながりを気にすることなく安定した音質を提供する、といった利点をもつ。
クリスタルドライバー
前述の11.5cmフルレンジドライバーを、DVD-Audio、およびSACD、DSDなどに代表される再生周波数帯域の超広帯域化に対応させたドライバーであり、高音を高解像度に振り、かつ全体的な臨場感を重視したドライバーである（搭載されている機種は125WestBoroughなど）。
アコースティック・ウェーブガイド
スピーカーのバックロード（スピーカーボックス）の設計技術。BOSEのコンパクトスピーカー、特に11.5cm以下のフルレンジスピーカーとサブウーファーに対して使われる。パイプオルガンやホルンなどを髣髴させる構造となっている。
ノイズキャンセリング
ダイレクト・リフレクティング
通常のスピーカーでは振動板からの直接音が再生音のほとんどを占めるが、実際の演奏では楽器からの直接音よりも壁面等から反射した間接音の割合が大きい。この事に注目し、通常のリスナーに向けたユニットの他に、壁面に向けて配置されたユニットを持つ。これにより振動板からの音波が壁に当たってからリスナーの耳に到達するため、コンサートホールでの生演奏に近い豊かな臨場感を得ることができる。
スーパーフロントサラウンド

## 主な製品

### 一般家庭向け

#### ヘッドフォン/イヤホン

##### TriPortシリーズ

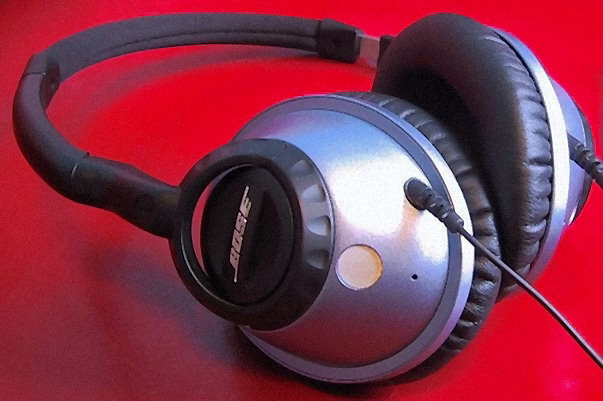
TriPort® ヘッドホン

- TriPort® (around-ear headphones) (トライポート・アラウンドイヤーヘッドホン)
- on-ear headphones (TriPort®OE) (オンイヤーヘッドホン)
- in-ear headphones (TriPort®IE) (インイヤーヘッドホン)

##### QuietComfortシリーズ

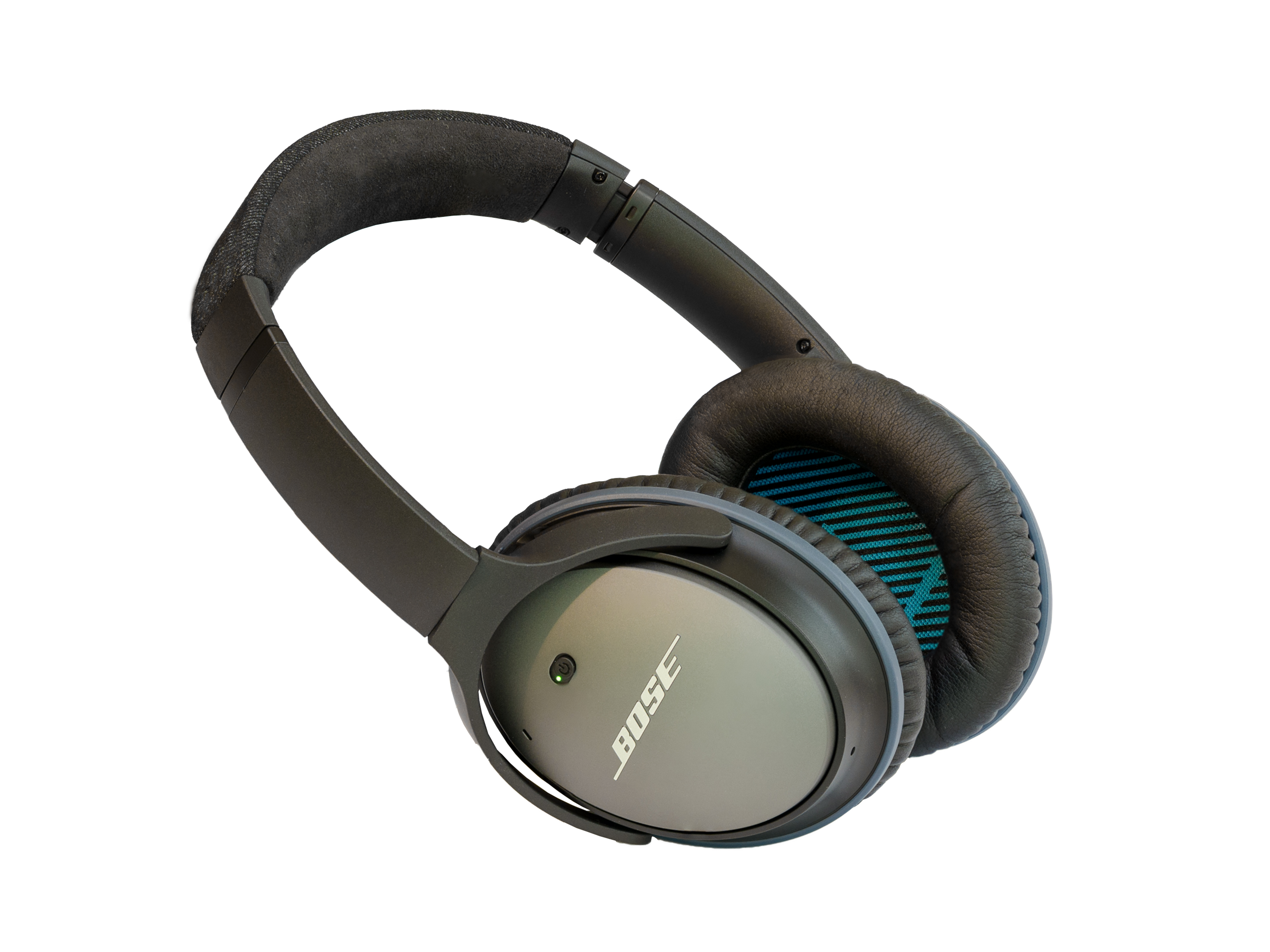
QuietComfort 25 ノイズキャンセリングヘッドホン

- QuietComfort (クワイエットコンフォート) - Active Noise Control（ノイズキャンセリング) 機能搭載ヘッドホン。

#### ホームシアター

##### 独自技術
BOSE Digital(BD)
2chあるいはモノラルのアナログソースを5.1ch変換する技術である。
スーパーフロントサラウンド
1つのスピーカーに2つの別の方向を向いたドライバーを搭載し個別のデジタルプロッセッサーでコントロールすることにより、2つのスピーカーで5.1CHを作り出す特許技術である。利点として配線やスピーカー数の減少につながるため室内をコンパクトにまとめることが可能。
上記の2つの技術を使うことにより、リアサテライトの無い2chのスピーカでサラウンド効果を体感できる。
AM-xxシリーズとLifestyleシリーズ
小型のキューブ型スピーカーをサテライトスピーカーに使用しており、コンパクトながら高品質な音を提供し、特許技術アコースティック・ウェーブガイドを採用したため、迫力の重低音を再生可能にした。

#### ホームオーディオ

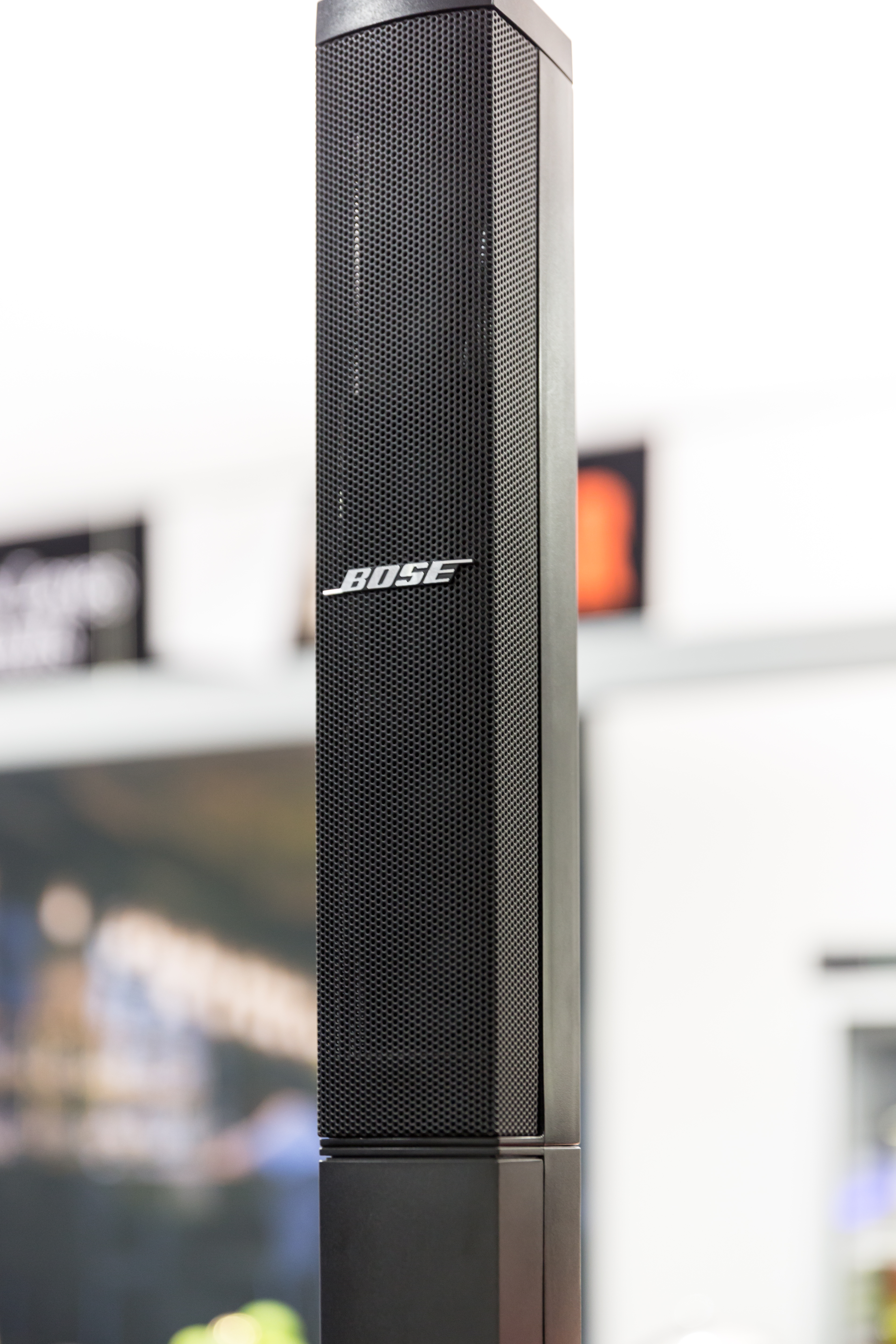
Bose hi-fi speaker

ボーズスピーカーの歴史
- ウェーブガイドシステム

アンプ
- 1705II
- 1706II
- 2705MX
- 4702-III

#### CD/ラジオ

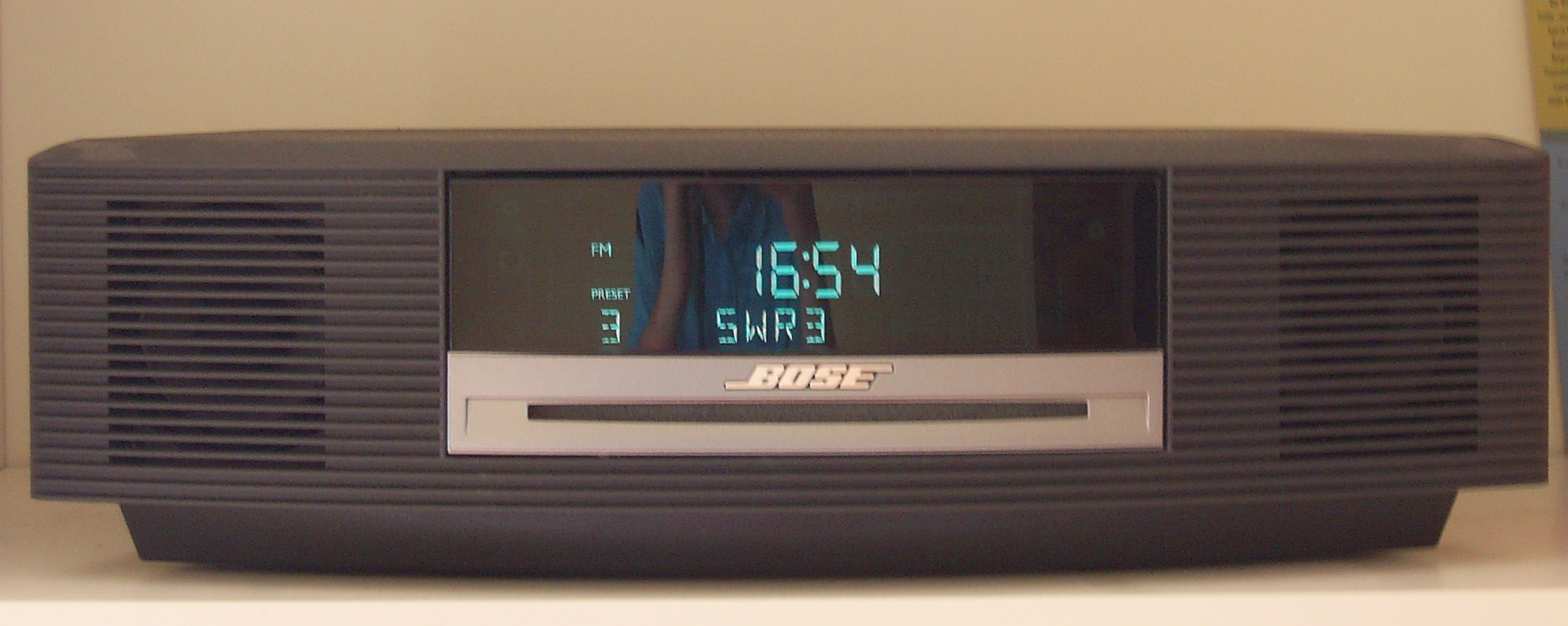
Acoustic Wave Music system

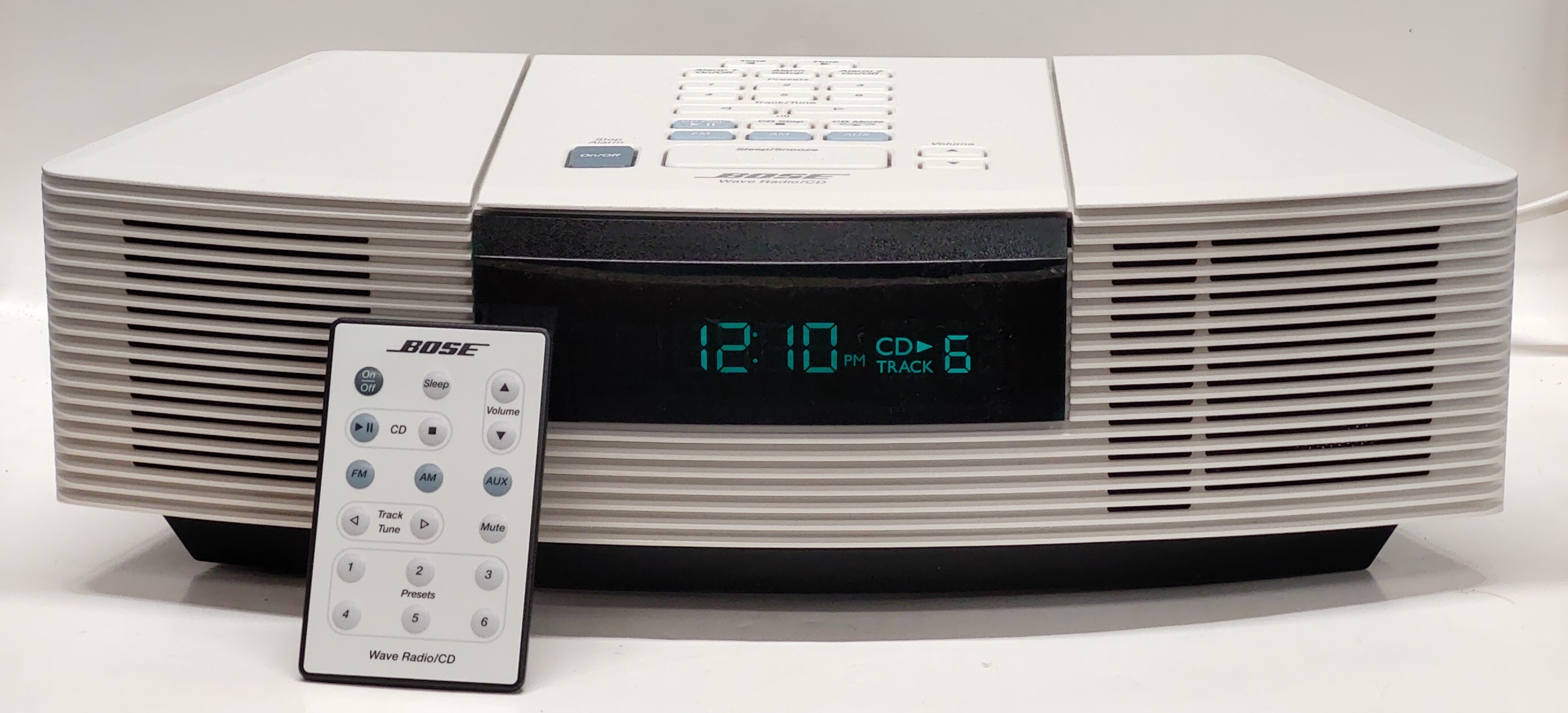
Wave Radio/CD

- Wave SpundTouch music system IV
- Wave music system IV
- Acoustic Wave music system II

#### マルチメディアスピーカー
PC用
- companion 2 II
- companion 3 II
- companion 5
- companion 20

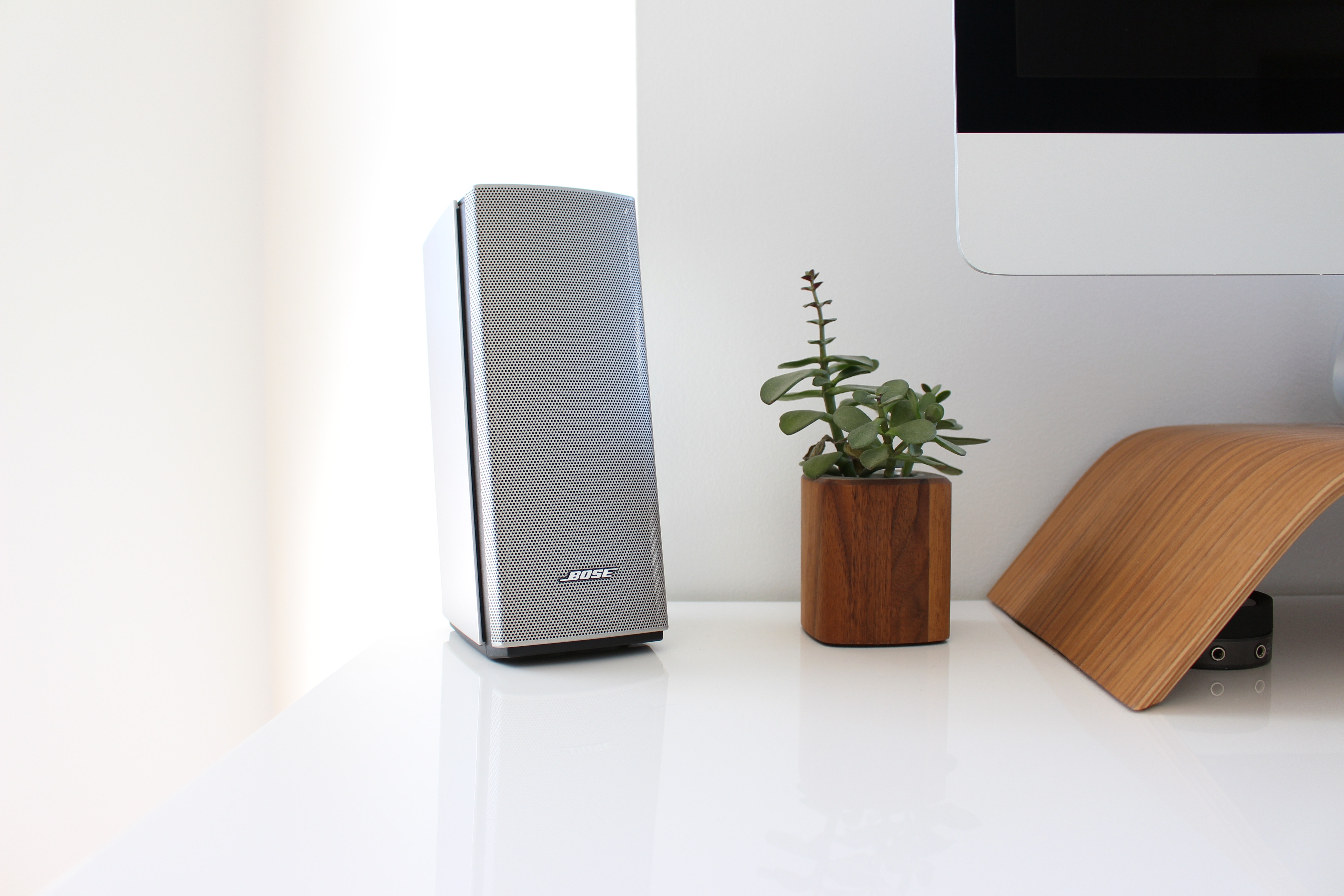
Companion 20

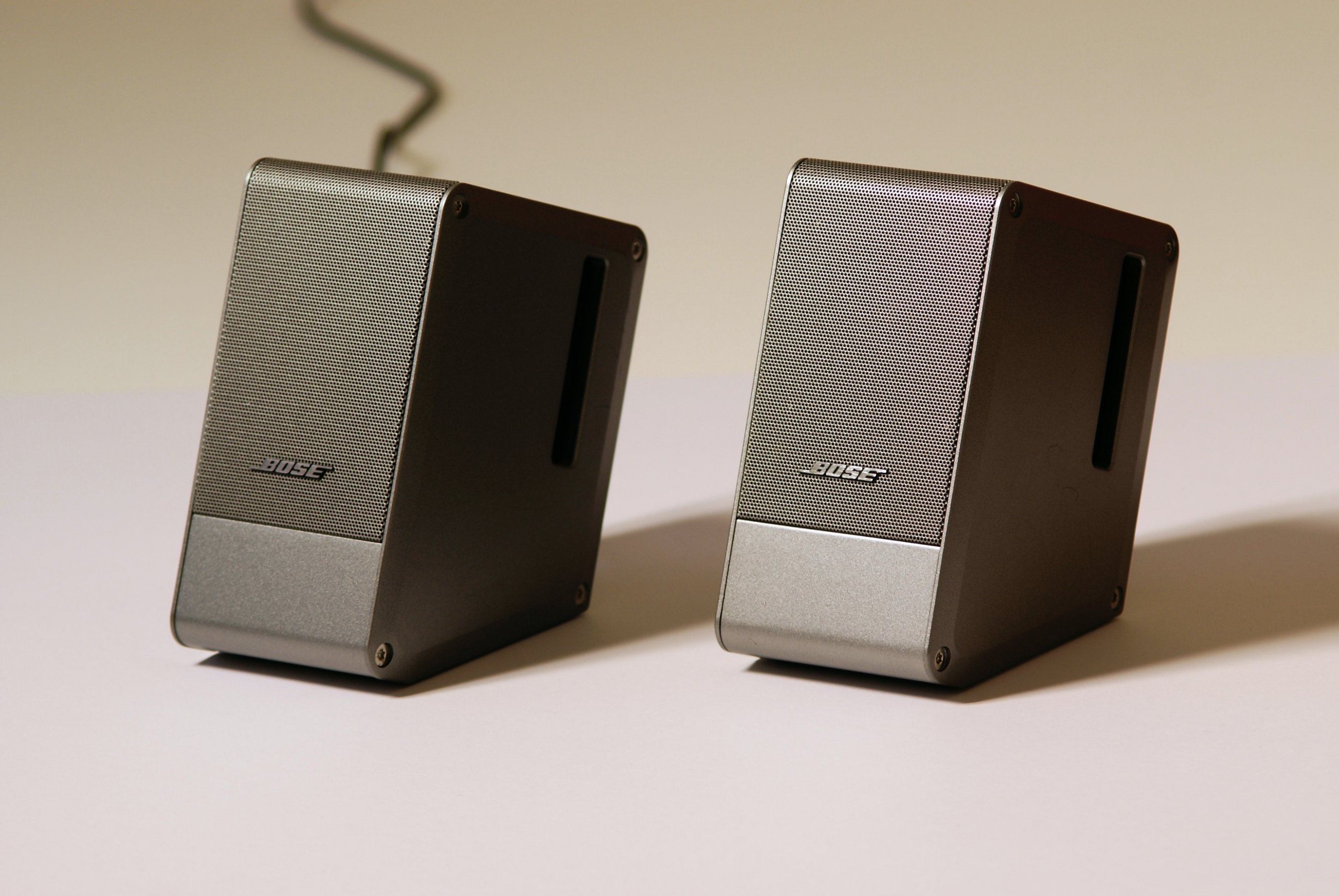
M2

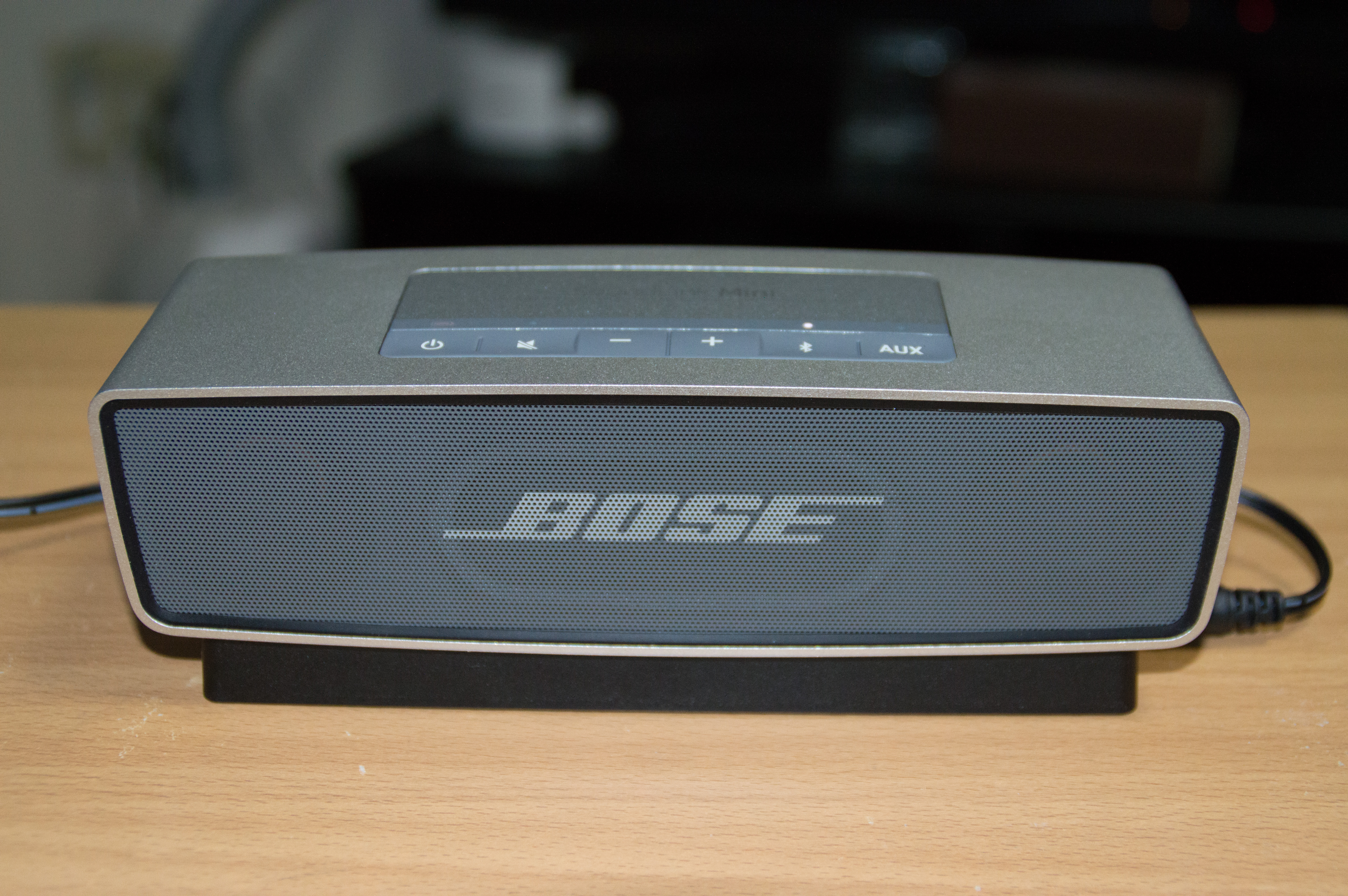
Soundlink Mini

- Micro Music Monitor (M3)
- Computer Music Monitor (M2)

iPod/iPhone用スピーカー
- SoundDock Series II
- SoundDock Portable (SoundDockのバッテリー搭載モデル)
- SoundDock 10

Bluetooth搭載スピーカー
- SoundLink Wireless Mobile speaker
- SoundLink Wireless Mobile speaker - LX
- SoundLink
- SoundLink II
- SoundLink III
- SoundLink Mini
- SoundLink Mini II
- SoundLink Revolve
- SoundLink Revolve II
- SoundLink Revolve+
- SoundLink Revolve+ II
- SoundLink Flex
- SoundLink Flex II
- SoundLink Color
- SoundLink Color II
- SoundTouch 10
- SoundTouch 20 Series III
- SoundTouch 30
- SoundLink Micro
- SoundLink Max
- soundLink Home
- Portable Smart Speaker

#### アクセサリ
スピーカースタンド
各種設備用として利用できるように多彩なスタンドやブラケットがオプションとしてラインナップされている。
ダイナミックマイク

### カーオーディオ
自動車用オーディオとして、各社に広く採用されている。これらは高級車用またはオプションとして車種ごとに専用設計されており、基本的に後付けはできない。
欧米のメーカーでは、GM・ポルシェ・ルノーなどが純正採用している。
日本のメーカーでは、マツダ・日産などが採用している。

### 業務用

#### ヘッドセット

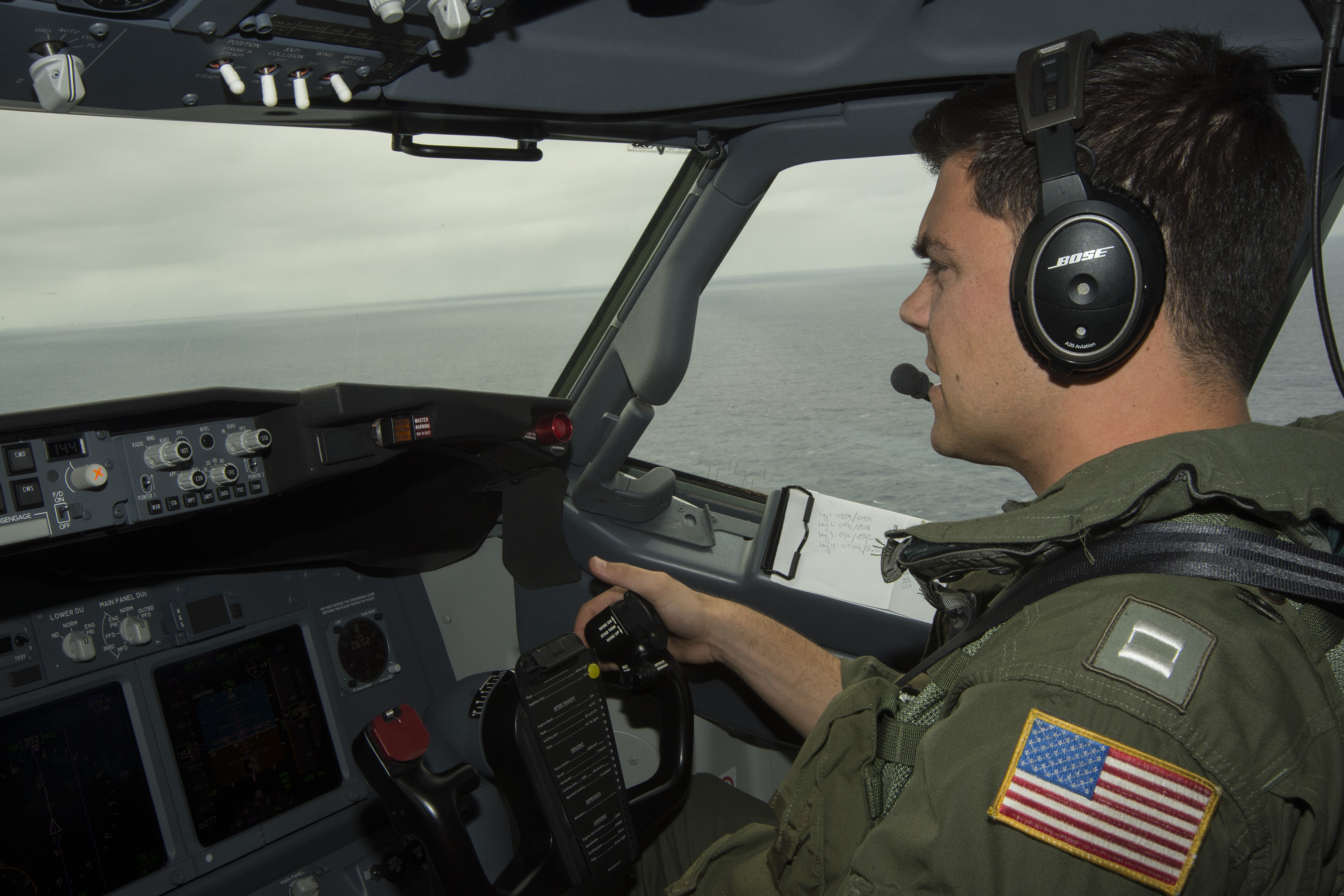
Bose A20 Aviation Headsetを使用するP-8のパイロット

Aviation Headset
パイロット向けにQuietComfortの技術を利用したヘッドセットを販売している。
一般向けだけでなく、アメリカ海軍などにも納入している。

#### 音響システム
パナレーシステム
中小規模空間向け音響システム。
BMS (ビジネスミュージックシステム)
お台場パレットタウン内の総合商業施設「ヴィーナスフォート」などに採用されている音響システム。
プルミエ・シアター・サウンド
通称エコッツ。シネマコンプレックス「ティ・ジョイ大泉」に採用されているスピーカーシステム。すべての座席で音響特性が均一となるように設計されていて、着座位置による音の聞こえ方の違いが少なくなるようになっている。

#### 駅構内用スピーカー

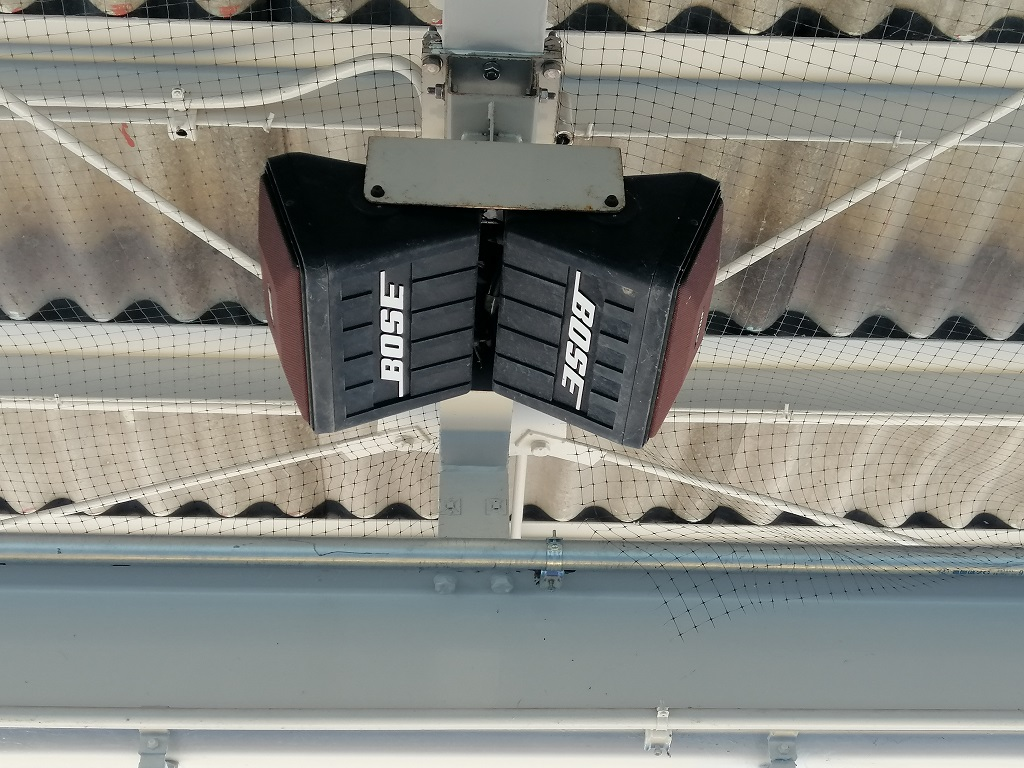
愛知環状鉄道線中岡崎駅のスピーカー

JR、私鉄を問わず、駅構内用スピーカーを納品している。

## スポンサー活動
- 2015年のF1シーズンに向け、メルセデスAMGペトロナスF1チームとパートナーシップを結んだ。ボーズはオフィシャル・チームパートナーとなり、ボーズ製品がメンバーへ提供される[5]。なお2022年シーズンからオフィシャル・チームパートナーからは撤退したものの、引き続き製品はチームスタッフに供給されている。